# (6626) Mattgenge
6625 Mattgenge – planetoida z pasa głównego asteroid okrążająca Słońce w ciągu 5 lat i 16 dni w średniej odległości 3,02 j.a. Została odkryta 2 marca 1981 roku w Siding Spring Observatory w Australii przez Schelte Busa. Nazwa planetoidy pochodzi od Matthew Genge (ur. 1968), brytyjskiego naukowca zajmującego się badaniem planet w Imperial College w Londynie. Przed nadaniem nazwy planetoida nosiła oznaczenie tymczasowe (6625) 1981 EZ46.